# 針外し
針外し（はりはずし、英: Disgorger, フックディスゴージャー）は、魚釣りの時に針を外すのに使う道具である。オエオエ棒とも呼ばれる。
プライヤーズやフォーセップスなども釣り針を外すために使われるので、針外しともよばれる。アンフッカーやフックリムーバーなどの別名もある。
| スタブアイコン | サブスタブ | この項目は、まだ閲覧者の調べものの参照としては役立たない、スポーツに関連した書きかけの項目です。この項目を加筆・訂正などしてくださる協力者を求めています（P:スポーツ/PJ:スポーツ）。 |